# Surzur
Surzur település Franciaországban, Morbihan megyében. Lakosainak száma 5110 fő (2022. január 1.). Surzur La Trinité-Surzur, Lauzach, Ambon, Le Tour-du-Parc, Sarzeau, Saint-Armel, Le Hézo és Theix-Noyalo községekkel határos.

## Népesség
A település népessége az elmúlt években az alábbi módon változott:
| Lakosok száma | 1461 | 1658 | 2081 | 3171 | 4078 | 4224 | 4429 | 4724 | 4899 | 5110 |
|               | 1968 | 1982 | 1990 | 2006 | 2013 | 2015 | 2017 | 2019 | 2020 | 2022 |